# Dardania (sídliště)

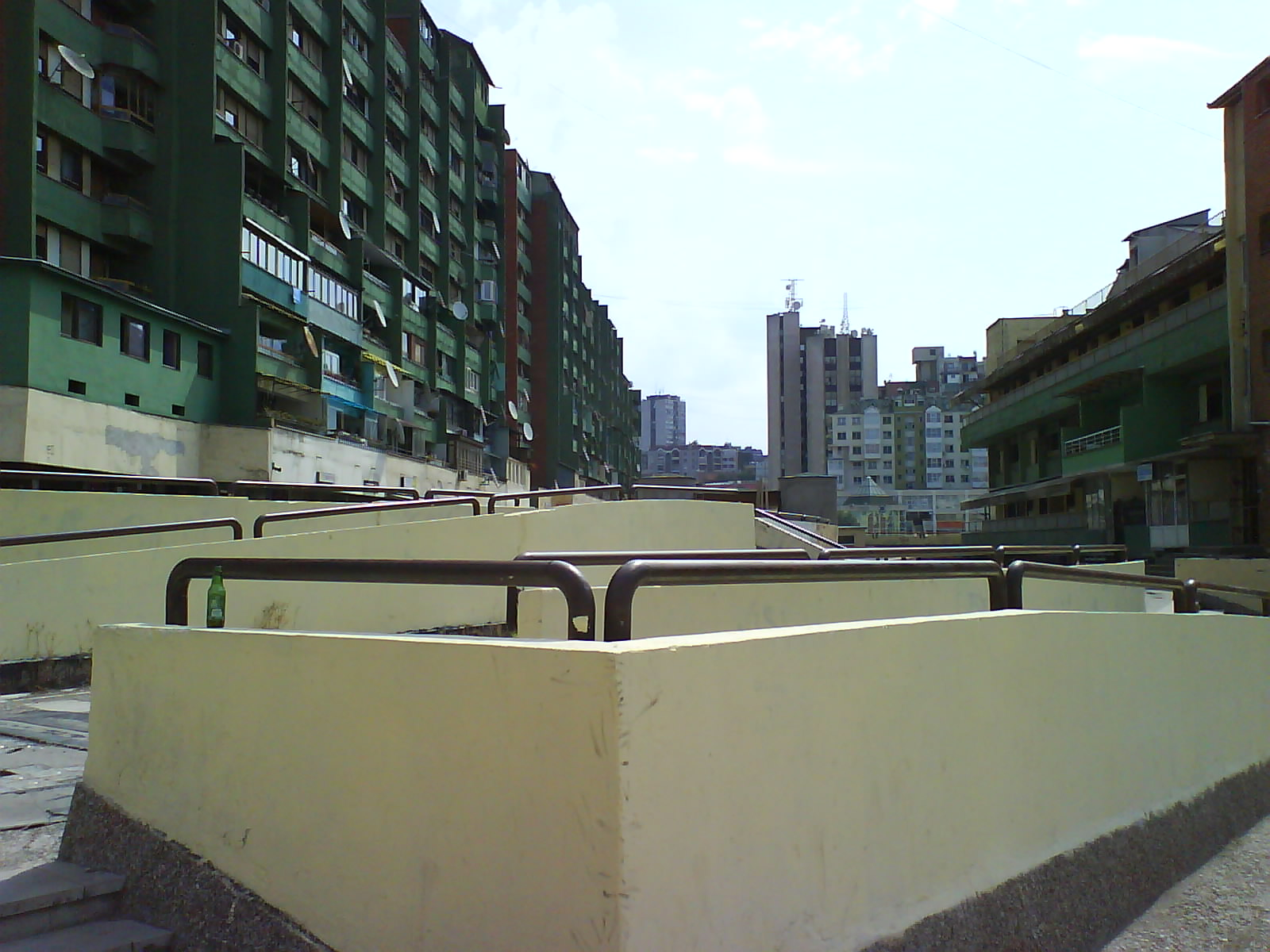
Rampy a pěší zóna.

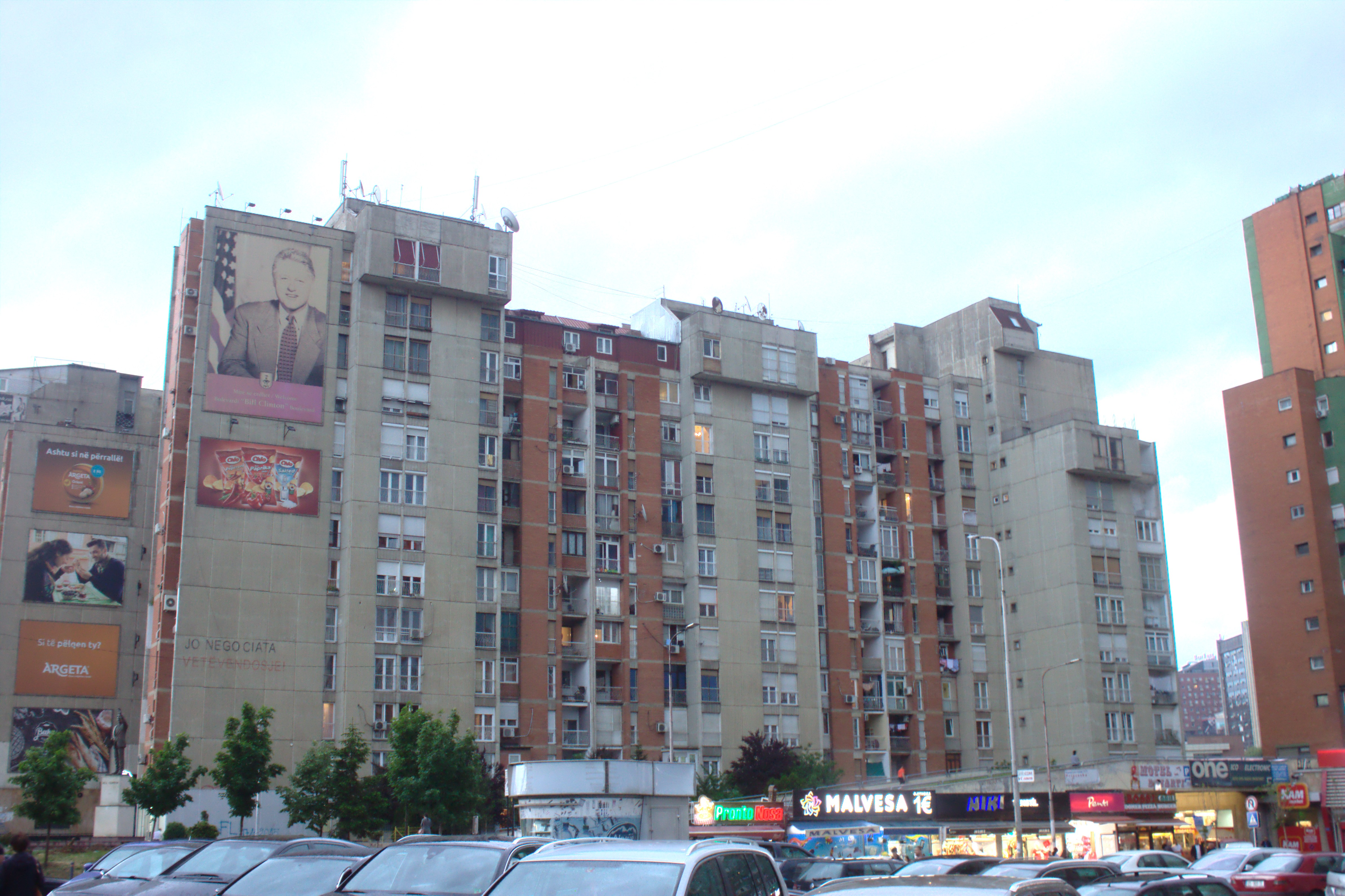
Jeden z panelových domů na uvedeném sídlišti.

Dardania (srbsky Дарданија) je panelové sídliště v hlavním městě Kosova, Prištině.

## Historie
Poprvé se výstavba městské zástavby v této části města objevila v územním plánu Prištiny, který vznikl z pera tehdejšího architekta Bashkima Fehmiu. Stály zde nízké domy a periferiální zástavba, která živelně vznikala po druhé světové válce.
Sídliště se původně mělo jmenovat Dardana, resp. Trojúhelník (srbsky trougao). Současný název, odkazující na albánskou národní tradici prosadil Jakub Bunjaku z prištinského magistrátu.  Trojúhelníkovitý tvar vychází z vymezení třech ulic (Billa Clintona (tehdy Leninova), Jusufa Gërvaly a Dëshmorët e Kombit (Mučedníků Národního osvobození, tehdy Titova). Sídliště bylo realizováno v souvislosti s vlnou rozsáhlých investic celojugoslávského významu, která probíhala v 70. letech 20. století. Sídliště se stalo velmi brzy po dokončení atraktivním místem k bydlení, a to díky občanské vybavenosti (vznikly zde školky, školy a obchody). Tisk ji tehdy představil jako nejkrásnější část Prištiny. Ač šedé panelové bloky, stály v kontrastu s původními domy kosovské oblastní metropole.
Vzhledem k době, kdy vznikala (tj. ve stejné době jako probíhala obnova nedalekého města Skopje po ničivém zemětřesení v roce 1963 byl projekt silně ovlivněn myšlenky japonského architekta Kenzo Tange. Výsledný a vítězný urbanistický návrh byl od studia APZ ze Záhřebu, rozhodnutí padlo v roce 1973 a výstavba byla zahájena o rok později. Centrálním prvkem sídliště se stala pěší zóna zakrývající parkoviště a v podzemí vedoucí ulici (dnes ulice Idrize Gjilaniho. K ní je přiléhající nejvyšší budova, která nese název Páteř (albánsky Kurrizi, srbsky Kičma). Kromě až patnáctipatrových věžových domů zde vznikly i nižší budovy, mnohdy i běžné přízemní domy. Typické bylo také využití barev, které se odlišovaly podle místa a funkce, díky čemuž byly vytvářeny nové orientační body. Postaveno bylo v trase původní ulice i kryté tržiště, které mělo odkazovat na tradici nakupování v regionu právě v těchto prostorech.
Život v největším a uvedeném panelovém domě v 90. letech 20. století byl námětem i dokumentárnímu filmu, který zde byl natočen. Lokalita se stala neformálním centrem života albánské mládeže v této době během ostré segregace a napjaté atmosféry 90. let 20. století v Kosovu.

## Budovy
V této části Prištiny se kromě uvedené blokové zástavby nachází i budova KEK. Získala také svoji telekomunikační budovu, navrženou architeky ze Sarajeva a dobudovanou v roce 1983.